# 1690 Mayrhofer
1690 Mayrhofer este un asteroid din centura principală, descoperit pe 8 noiembrie 1948, de Margueritte Laugier.